# Tuccimei
I Tuccimei sono un'antica famiglia originaria di Sezze e trasferita a Roma nel XVIII secolo annoverata tra le grandi famiglie di Roma e ha avuto tra i suoi membri diverse importanti personalità. La famiglia venne riconosciuta del titolo di "Nobile di Sezze" (m.f.) dalla Consulta araldica all'epoca del regno d'Italia, con Decreti del 17 settembre 1940, 4 aprile 1941, 15 luglio 1941, e dal Sovrano Militare Ordine di Malta nell'ammissione con prove nobiliari di Augusto Guglielmo, Antonio e Gastone Tuccimei.

## Leggenda
Secondo un'antica tradizione, riportata anche da Claudio Rendina in Le Grandi Famiglie di Roma, i Tuccimei erano discendenti di quel Federico Tutijmei (Federico di Tuccio di Meo) che, al seguito del Barbarossa, era venuto in Italia, stabilendosi nel velletrano.

## Storia

### Origini a Sezze

Giuseppe Augusto Tuccimei (1851-1915)

Le prime notizie documentate della famiglia si hanno a Sezze nel XVII secolo. Pietro Romano in Famiglie Romane scrive di diversi membri della famiglia che ebbero il governo della cittadina laziale. Padre Sebastiano, morto in fama di santità, fu definitore dell'Ordine dei minori Conventuali nel 1640 e Qualificatore del Sant'Uffizio, don Francesco Maria (1692-1762) fu dottore in utriusque iuris, canonico della Cattedrale e vicario generale della diocesi di Sezze fino all'anno della sua morte; nel 1716 fu Podestà di Filettino. Anche suo fratello, don Filippo, fu all'inizio del Settecento canonico della Cattedrale e la famiglia nel XVIII secolo ebbe altri due sacerdoti con don Filippo Maria e don Ignazio, entrambi canonici del Capitolo della stessa cattedrale di Santa Maria di Sezze.
La pratica di Gastone Tuccimei conservata presso l'archivio del Sovrano Militare Ordine di Malta narra invece di Cristoforo Tuccimei di Sezze, che alla metà del XVII secolo fece parte di una compagnia scelta di milizia equestre setina agli ordini del capitano Gian Matteo Valletta della quale si avvalse anche il papa Urbano VIII nella campagna contro i Farnese per il ducato di Castro.
Altri componenti della famiglia invece appartennero alla magistratura civica, tra cui Leonardo fu "magnifico sindaco generale" nel 1630 mentre Ignazio lo fu nel 1744 e poi nel 1748. Facendo parte dell'aristocrazia locale si allearono con le maggiori famiglie setine, come i de Rossi, i conti Cerroni e i nobili Rutilio e Lidano Iucci Fabbri.

### Trasferimento a Roma
Claudio Rendina e Pietro Romano affermano che un ceppo della famiglia rimase a Sezze, dove si estinse alla fine del Settecento, ma Cristoforo Tuccimei, avvocato, si trasferì in Roma tra il 1770 ed il 1780, e da lui discesero i Tuccimei Romani.
La famiglia a Roma fu celebre per la sua appartenenza alla nobiltà nera, specie nei difficili anni successivi al 1870, e fu sempre contro l'annessione dello Stato Pontificio al Regno d'Italia, rimanendo fedele sempre al papa, con poche eccezioni.
Da questo ramo nacquero lo scienziato Giuseppe Augusto e suo fratello l'ingegnere Cesare oltre a Luigi Maria Tuccimei. Quest'ultimo fu tenente nel corpo degli Zuavi pontifici dal 1861 fino al 1870 quando lasciò Roma in esilio per la Francia, assieme al Reggimento cui apparteneva, agli ordini del colonnello barone Athanase de Charette. Giunto in Francia, si dimise, non intendendo, come italiano, combattere come si prospettava contro i suoi connazionali.
Ai primi dell'Ottocento Giovan Battista Tuccimei acquistò, per 3450 scudi, buona parte del Palazzo de Cupis Ornani su piazza Navona, per farne la residenza romana della famiglia Tuccimei. Il rimanente dell'edificio fu acquistato da suo figlio Cristoforo unificando la proprietà nel Palazzo Tuccimei, dove vennero anche collocati gli stemmi.

## Stemma gentilizio

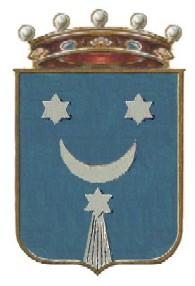
Stemma della famiglia Tuccimei

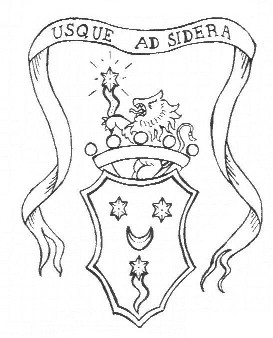
Stemma della famiglia Tuccimei

Lo stemma della famiglia Tuccimei, probabilmente, non fa riferimento a un dato e preciso evento, ma è il frutto del gusto estetico di chi lo ideò per primo. Emblema semplice, con sole quattro figure, che sembrerebbero testimoniare la sua antichità. È difatti risaputo, quella sorta di discutibile broccardo araldico per cui gli stemmi dalle figure più semplici sarebbero i più antichi. Uno stemma quasi antropomorfo formato da due stelle di sei raggi poste in fascia, un crescente montante (ovvero una mezzaluna all'insù) ed una stella cometa con una coda a volte ondeggiante in palo, altre a raggiera. Tutto d'argento in campo azzurro. Quasi una volta celeste, o meglio uno squarcio di cielo, chiuso da una cornice triangolare o rettangolare o a “testa di cavallo”.
Le stelle in araldica sono sicura indicazione della strada, rappresentano la “guida sicura verso il sicuro arrivo al porto spirituale o a quello materiale” , simbolo, insomma, di chi aspira a cose superiori o ad azioni sublimi. La mezzaluna, invece, dovrebbe significare l'auspicato accrescimento delle fortune della famiglia. Infine la cometa, la stella codata di luce, indicherebbe la chiarezza di fama, virtù superiori, e poiché oltre la stella v'è anche la luce perenne della coda virtù e potenza eterna, ma anche augurio ai discendenti.
Tali simboli trovano riscontro nell'impresa di Evangelista Tuccimei che racchiuse diversi elementi araldici dello stemma. L'aquila, anche se sembra esser più una fenice nella sua immortalità, che sormonta un monte, sul quale soffia il vento. Aquila che guarda verso delle nubi lontane, ma tra le quali spicca nitida una stella cometa, tolta certamente allo stemma. Un volatile che, superando gli ostacoli del monte e del forte vento, segue attraverso le nubi la via sicura indicata dalla stella cometa. 
Il tutto spiegato nel motto sormontate l'impresa: USQUE AD SIDERA. “Fino alle stelle” indica il lungo cammino di una stirpe attraverso degli ostacoli ma con una sicura guida, come quella di una cometa, l'astro che indicò la nascita di Gesù.

### Fonti
Le fonti sulla famiglia Tuccimei sono conservate presso:
- Archivio della cessata Consulta araldica - carte “Tuccimei”
- Archivio di Stato di Roma
- Archivio di Stato di Latina
- Archivio della famiglia Tuccimei a Roma
- Archivio del capitolo della Cattedrale di Sezze